# Laura Bueno
Laura Bueno Ferńandez (* 25. Mai 1993 in Granada) ist eine spanische Sprinterin, die sich auf den 400-Meter-Lauf spezialisiert hat.

## Sportliche Laufbahn
Erste internationale Erfahrungen sammelte Laura Bueno im Jahr 2016, als sie bei den Ibero-Amerikanischen Meisterschaften in Rio de Janeiro in der 4-mal-400-Meter-Staffel in 3:36,16 min die Silbermedaille hinter dem Team aus Brasilien gewann. Anschließend schied sie bei den Europameisterschaften in Amsterdam mit 54,01 s im Vorlauf über 400 Meter aus und verpasste auch mit der Staffel mit 3:33,57 min den Finaleinzug. Im Jahr darauf schied sie bei den Halleneuropameisterschaften in Belgrad mit 54,21 s in der ersten Runde über 400 Meter aus und auch bei den Mittelmeerspielen 2018 in Tarragona kam sie mit 53,15 s nicht über die Vorrunde aus, gewann aber im Staffelbewerb in 3:31,54 min die Bronzemedaille hinter den Teams aus Italien und Frankreich. Zuvor schied sie bei den Hallenweltmeisterschaften in Birmingham mit 53,66 s im Vorlauf aus. Im August gelangte sie bei den Europameisterschaften in Berlin im Einzelbewerb bis in das Halbfinale und schied dort mit 52,46 s aus und schied mit der Staffel mit 3:33,18 min im Vorlauf aus. Anschließend gewann sie bei den Ibero-Amerikanischen Meisterschaften in Trujillo in 52,88 s die Bronzemedaille hinter der Portugiesin Cátia Azevedo und Geisa Coutinho aus Brasilien und auch in der 4-mal-400-Meter-Staffel gewann sie in 3:38,32 min ebenfalls die Bronzemedaille hinter Portugal und Argentinien.
2019 schied sie bei den Halleneuropameisterschaften in Glasgow mit 53,05 s im Halbfinale aus und bei den World Athletics Relays 2021 im polnischen Chorzów verpasste sie in 3:34,92 min den Finaleinzug in der 4-mal-400-Meter-Staffel. Ende Juli startete sie mit der Mixed-Staffel bei den Olympischen Sommerspielen in Tokio und schied dort mit 3:13,29 min im Vorlauf aus. Im Jahr darauf verpasste sie bei den Hallenweltmeisterschaften in Belgrad mit 3:34,92 min den Finaleinzug mit der Frauenstaffel. 2023 wurde sie bei der 1. Liga der Team-Europameisterschaft im Rahmen der Europaspiele in Chorzów in 53,38 s Sechste im B-Lauf über 400 Meter und gelangte mit der Mixed-Staffel mit 3:16,79 min auf Rang sieben im A-Lauf. Im August startete sie mit der Frauenstaffel bei den Weltmeisterschaften in Budapest und schied dort mit 3:31,91 min in der Vorrunde aus.
In den Jahren 2017 und 2018 wurde Bueno spanische Meisterin im 400-Meter-Lauf im Freien sowie in von 2017 bis 2019 und 2022 auch in der Halle.

## Persönliche Bestzeiten
- 400 Meter: 51,93 s, 3. Juni 2021 in Huelva
  - 400 Meter (Halle): 52,67 s, 1. März 2019 in Glasgow
- 600 Meter: 1:26,21 min, 11. Juli 2018 in Barcelona (nationale Bestleistung)
  - 600 Meter (Halle): 12. Juni 2019 in Antequera